# Baeoura nigeriana
Baeoura nigeriana är en tvåvingeart som beskrevs av Alexander 1972. Baeoura nigeriana ingår i släktet Baeoura och familjen småharkrankar.
Artens utbredningsområde är Nigeria. Inga underarter finns listade i Catalogue of Life.